# Saint-Antoine-de-Breuilh
Saint-Antoine-de-Breuilh is een gemeente in het Franse departement Dordogne (regio Nouvelle-Aquitaine). De plaats maakt deel uit van het arrondissement Bergerac. Saint-Antoine-de-Breuilh telde op 1 januari 2022 1.784 inwoners.

## Geografie
De oppervlakte van Saint-Antoine-de-Breuilh bedraagt 17,82 km², de bevolkingsdichtheid is 104 inwoners per km² (per 1 januari 2019).
De onderstaande kaart toont de ligging van Saint-Antoine-de-Breuilh met de belangrijkste infrastructuur en aangrenzende gemeenten.

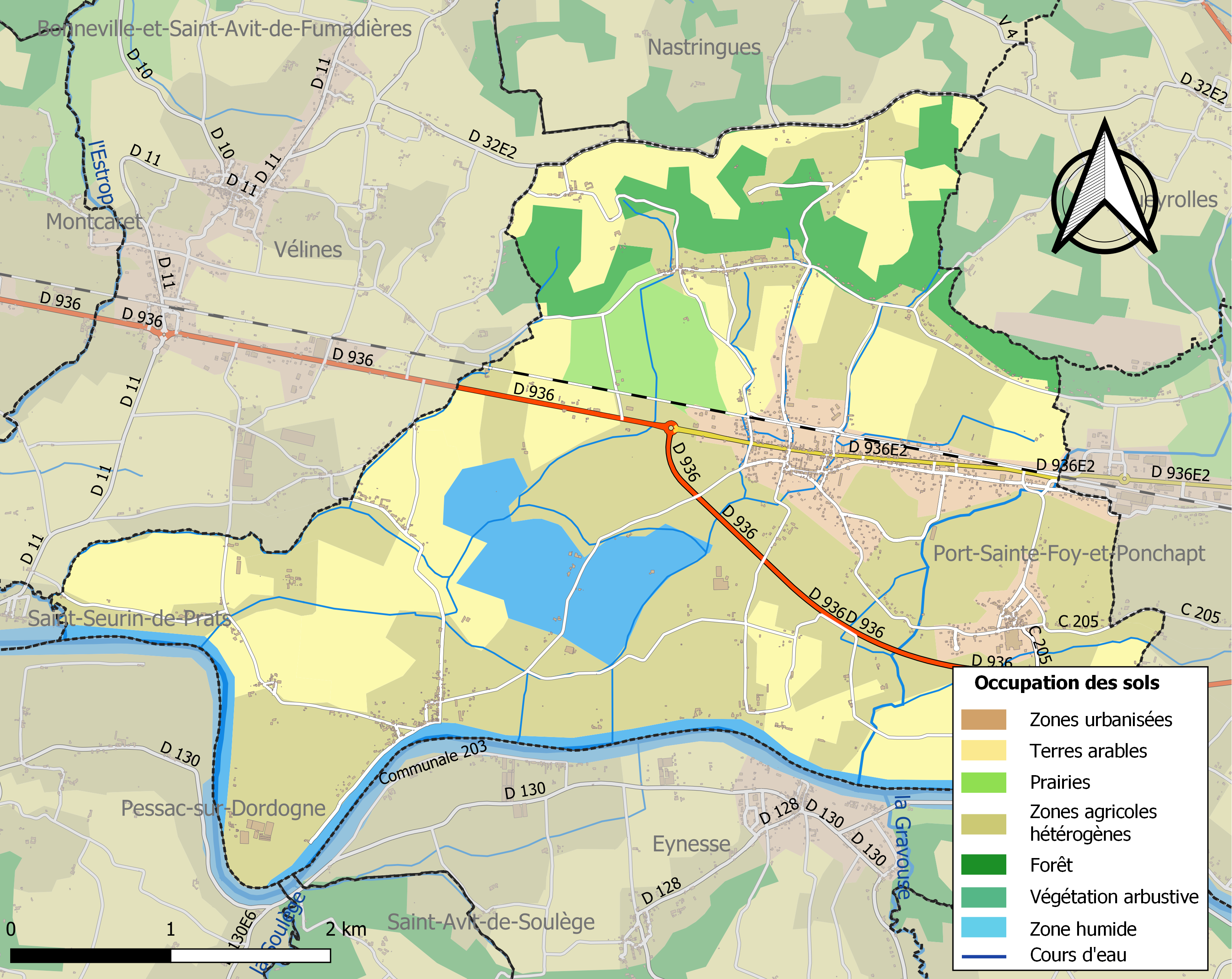

## Verkeer
In de gemeente ligt de spoorweghalte Saint-Antoine-de-Breuilh.

## Demografie
Onderstaande figuur toont het verloop van het inwonertal (bron: INSEE-tellingen).